# Ljudmila Maslakova
Ljudmila Iljinična Žarkova-Maslakova (rusko Людмила Ильинична Жаркова-Маслакова), ruska atletinja, * 26. februar 1952, Astrahan, Sovjetska zveza.
Nastopila je na olimpijskih igrah v letih 1968, 1972, 1976 in 1980, osvojila je srebrno in dve bronasti medalji v štafeti 4×100 m, ob tem še peto mesto. Na evropskih prvenstvih je v isti disciplini osvojila naslov prvakinje leta 1978 in bronasto medaljo, slednjo je osvojila tudi v teku na 100 m. 27. septembra 1968 je s sovjetsko štafeto postavila svetovni rekord v štafeti 4 x 100 m s časom 43,6 s.